# Paris-Barcelone Express
De Paris-Barcelone Express was een nachttrein die door de Compagnie Internationale des Wagons-Lits werd ingezet. Deze nachttrein werd op 14 december 2013 opgeheven. Vanaf 15 december 2013 rijden er doorgaande hogesnelheidstreinen van Frankrijk naar Barcelona en Madrid.

## CIWL
De Paris-Barcelone Express werd in 1904 geïntroduceerd op de verbinding tussen Parijs en  Barcelona. In 1904 vertrok de trein vanaf Paris PLM (Gare de Lyon)op de rechter Seine-oever, in 1905 vanaf Quay d'Orsay op de linker Seine-oever. Gedurende de periode 1906-1911 was de rechter Seine-oever weer het vertrekpunt, daarna tot het uitbreken van de Eerste Wereldoorlog was Quay d'Orsay weer het station in Parijs.

## Wereldtentoonstelling
Vanwege de Wereldtentoonstelling van Barcelona werd de trein in 1929 weer in de dienstregeling opgenomen als Barcelone Express. De trein volgde hierbij de route van de PO-Midi via Toulouse, zoals die ook tussen 1911 en 1914 gereden werd.

## Talgo
In 1969 werden op de verbinding  Barcelona - Genève de TEE Catalan-Talgo en op de verbinding Madrid - Parijs de Puerta del Sol geïntroduceerd. Beide treinen boden een verbinding zonder overstap aan de grens, ondanks de verschillende spoorwijdte tussen Spanje en Frankrijk. Op de verbinding Parijs - Barcelona moest dit ook mogelijk zijn. Voor de Barcelona Talgo werd gekozen voor de RD technologie waarmee een trein op verschillende spoorwijdtes kan rijden. In Spanje volgde de trein, net als de TEE Catalan-Talgo, de route langs de kust en niet de kortere route langs Andorra. Hierdoor kon gebruikgemaakt worden van dezelfde, al voor de TEE gebouwde, omspoorinstallatie in Portbou.

### Rollend materieel

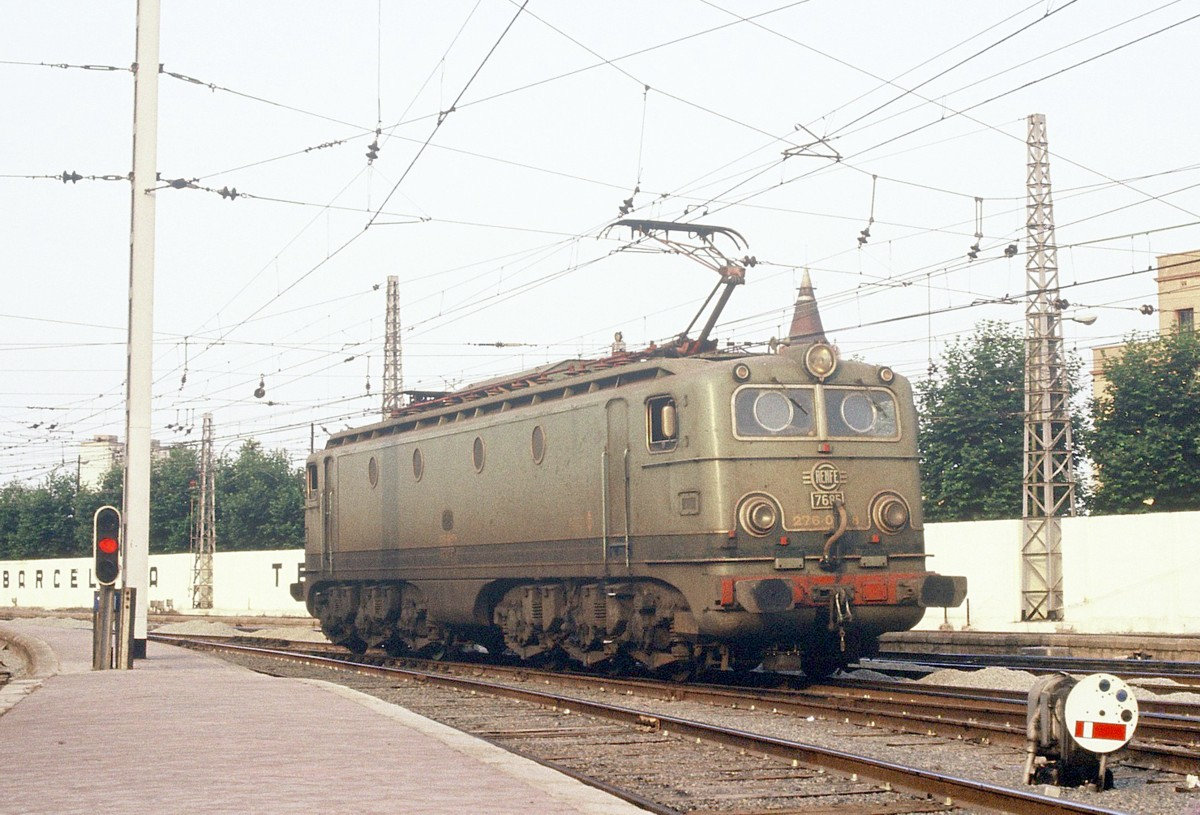
RENFE serie 7600

In 1973 is een vervolgserie van het Spaanse TEE materieel gebouwd ten behoeve de nachttrein (Talgo-camas). De TEE opschriften werden toen van alle generatorrijtuigen verwijderd zodat ze ook in de nachttrein gebruikt konden worden. Door gebruik te maken van een deel van de reserverijtuigen van de TEE konden ook twee complete garnituren voor de nachttrein worden gevormd. De nieuwe trein werd op 7 en 8 februari 1974 gepresenteerd in Parijs. In mei 1974 ging de reguliere dienst van start. De trein werd tussen Barcelona en de Spaans/Franse grens getrokken door een locomotief van de serie 7600. Tussen de grens en Toulouse werd een diesel van de serie 67400 van de SNCF ingezet. Tussen Toulouse en Parijs werd de trein getrokken door de BB 9200 serie die tot dan toe de TEE Capitole trok op hetzelfde traject. Na de elektrificatie van het traject tussen Port Bou en Narbonne werd de trein vanaf 23 mei 1982 op het hele Franse traject getrokken door de serie 7200 van de SNCF. De TEE Catalan Talgo werd per 23 mei 1982 een gewone intercity door de toevoeging van tweede klas rijtuigen en de RENFE ging plannen maken voor de vervanging van het materieel.

## EuroCity
In mei 1987 werd de trein als een van de acht nacht EuroCity's in het EuroCity net opgenomen. Dit was mogelijk omdat pas per 23 mei 1993 het vereiste van dagtrein geldt voor EuroCity treinen. De Barcelona Talgo is per 1 juni 1991 uit de dienstregeling genomen, toen de TGV naar Montpellier was verlengd. De reizigers uit Parijs zouden met de TGV en een overstap in Montpellier, overdag Barcelona kunnen bereiken.

## Trenhotel

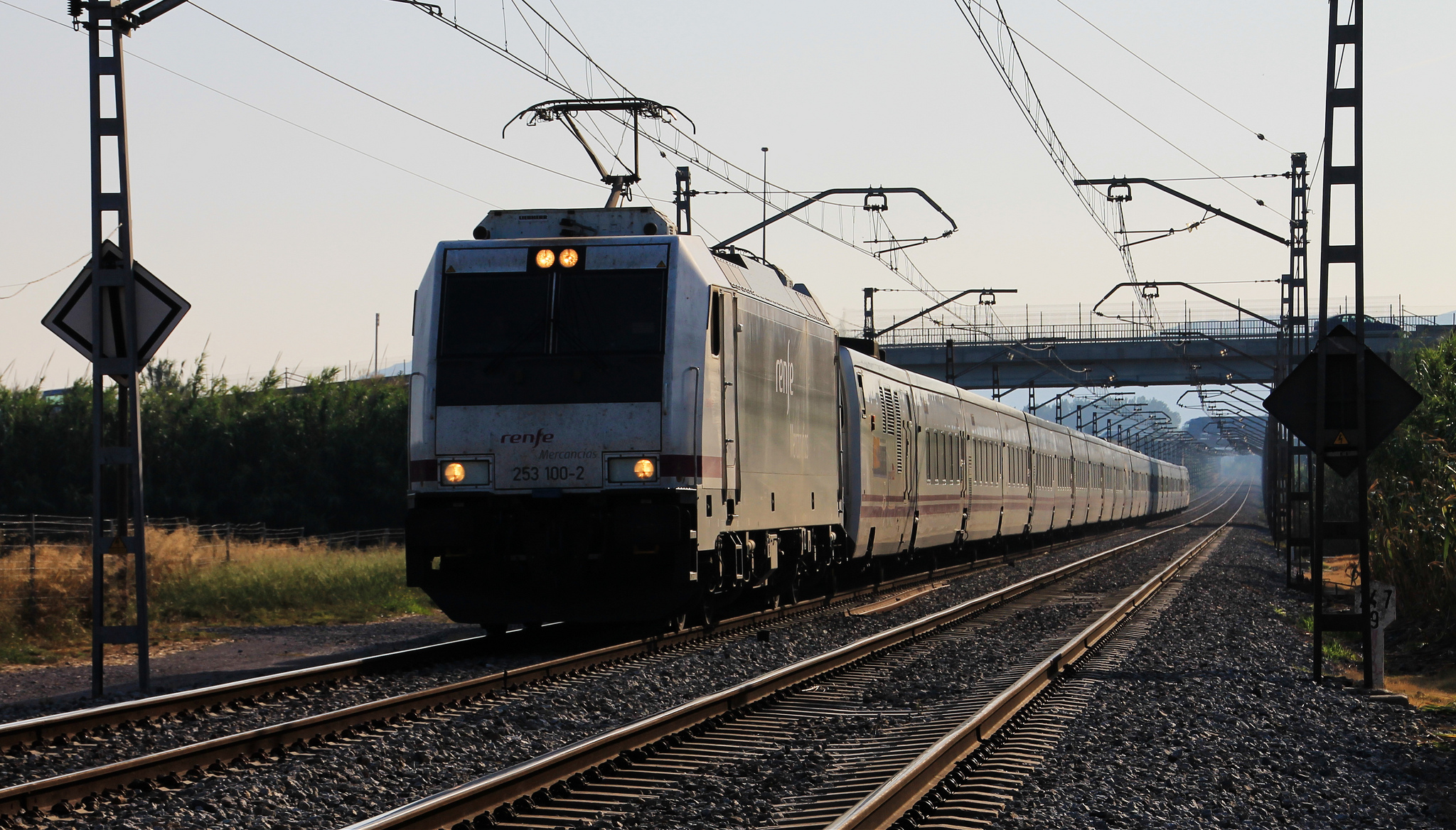
Tren Hotel Joan Miro passeert Figueres

In 1994 kwam de trein weer in dienst als Euronight 475/477 Trenhotel Joan Miró. Hierbij wordt weer gereden via Toulouse. Deze trein wordt gereden met Talgo VI materieel van Elipsos, een dochterbedrijf van de RENFE en SNCF.
De route van de trein loopt nog steeds via Port Bou waar ook de Trenhotels richting Italië en Zwitserland worden omgespoord. In 2010 is een studie gestart naar de haalbaarheid van een omspoorinstallatie bij Puigcerda, de Frans-spaanse grens aan de spoorlijn van Barcelona langs Andorra naar Toulouse. Sinds december 2013 rijdt Joan Miro niet meer, hij werd vervangen door een hogesnelheidstrein.